# 2024년 메이저 리그 베이스볼 시즌
2024년 메이저 리그 베이스볼 시즌(2024 Major League Baseball season)은 미국과 캐나다에서 진행 중인 프로야구 시즌이다. 시즌은 3월 20일부터 21일까지 대한민국 서울특별시에서 로스앤젤레스 다저스와 샌디에이고 파드리스의 2연전으로 시작되었으며, 정규 시즌은 3월 28일부터 9월 29일까지 진행된다. 7월 16일 텍사스 알링턴의 글로브 라이프 필드에서 열릴 예정이다. 그런 다음 포스트시즌은 10월 1일에 시작될 예정이며 월드 시리즈 7차전은 11월 2일로 예정되어 있다. 시즌이 시작되면 디펜딩 월드 시리즈 챔피언은 2023 시즌의 텍사스 레인저스이다. 오프시즌 동안 오클랜드 애슬레틱스는 MLB 구단주로부터 2028년 라스베이거스로 이전하는 승인을 받았다. 또한 오클랜드 콜리세움을 떠나 웨스트 새크라멘토의 서터 헬스 파크에서 3년 동안 임시 경기를 펼칠 예정이므로 오클랜드에서의 팀의 마지막 시즌이기도 하다.